# Dans le sac
Pour les articles homonymes, voir In the Bag.
Pour plus de détails, voir Fiche technique et Distribution.
Dans le sac (In the Bag) est un court métrage d'animation de la série Nicodème produit par les Studios Disney pour Buena Vista Film Distribution Company sorti le 27 juillet 1956.

## Synopsis
Voyant le nombre de déchets abandonnés par les touristes, Le gardien Lanature décide de dresser les ours du parc dont Nicodème et Smokey pour leur faire ramasser les détritus.
La première approche est par le jeu mais les ours ne sont pas dupes. La seconde approche est par la nourriture, ils en seront privés tant qu'ils n'ont pas tout ramassé. Mais l'organisation en secteur fait que Nicodème se retrouve avec toutes les poubelles des alentours.

## Fiche technique
- Titre original : In the Bag
- Titre français : Dans le sac
- Série : Nicodème
- Scénario : David Detiege, Al Bertino
- Voix : Bill Thompson (la voix du ranger), James MacDonald (l'ours Nicodème), Jackson Weaver (l'ours Smokey)
- Réalisation : Jack Hannah
- Animation : Bob Carlson, Al Coe, George Kreisl et John Sibley
- Layout : Yale Gracey
- Décors : Ray Huffine
- Effets visuels : Dan McManus
- Musique: George Bruns
- Production : Walt Disney
- Société de production : Walt Disney Productions
- Distribution : Buena Vista Film Distribution Company
- Format d'image : CinemaScope[1], couleur (Technicolor)
- Son : Mono (RCA Sound Recording)
- Durée : 7 min
- Langue : anglais
- Pays de production :  États-Unis
- Date de sortie : 27 juillet 1956

## Voix françaises
- Philippe Dumat : la voix du ranger